# Snemanden (film fra 1968)
 For alternative betydninger, se Snemanden. (Se også artikler, som begynder med Snemanden)
Snemanden er en dansk børnefilm fra 1968 instrueret af Svend Aage Lorentz efter eget manuskript.

## Handling
En tænksom fabel om begivenhederne i den lille provinsielle rækkehusby, hvis beboere en vinter giver sig til at konkurrere på livet løs i en helt ny idrætsgren: snemands-byggeri - med titlen som "Snemandskonge" som førstepris med ret til at bygge byens egen kæmpesnemand - og om, hvad der sker med snemænd og mennesker, da vejret slår om fra frost til snemandfjendtlig regn.

## Medvirkende
- Henning Nielsen
- Birger Jensen
- Ulf Pilgaard